# ビルゲル・ルート
ビルゲル・ルート（Birger Johannes Ruud、1911年8月23日 - 1998年6月13日）は1930年代を中心に活躍したノルウェーのスキー選手。
ノルウェー南部のコングスベルグ生まれ。兄シグムント、弟アスビョルンとともに1930年代のジャンプ界を席捲し、日本などでは「ジャンプの神様」と呼ばれた。

## 人物
ビルゲルはノルディックスキー世界選手権で1931年、1935年、1937年と3つの金メダルを獲得。冬季オリンピックでも1932年と1936年の2大会連続で金メダルを獲得している。
ビルゲルはまた、アルペンスキー選手としても優秀で、1935年アルペンスキー世界選手権でアルペン複合の銅メダルを獲得している。翌1936年のガルミッシュ＝パルテンキルヒェンオリンピックではアルペン複合4位（滑降では1位、回転で5位）と惜しい所でメダルを逃している。
1934年のホルメンコーレン大会純ジャンプで優勝、1937年のホルメンコーレン・メダルをオラフ・ホフスバッケン、マルティン・ペーダー・ヴァングリとともに受章した。
しかし、ナチス・ドイツによるノルウェー占領下の1943年、ビルゲルは反ナチズムを表明してグリニ強制収容所に収容された。
終戦後の1948年、コーチとして参加しながら、不調の若手選手に代わり36歳で出場したサンモリッツオリンピックのスキージャンプ競技に於いて銀メダルを獲得。この銀メダル獲得時点での正確な年齢「36歳168日」は、その約66年後に開催された2014年ソチオリンピックに於けるジャンプ競技ラージヒル部門で日本の葛西紀明が「41歳254日」で銀メダルを獲得するまで、冬季五輪スキージャンプ競技に於けるメダル獲得世界最年長記録となっていた。
なおビルゲルは、生涯にスキージャンプ飛距離の世界記録を2回樹立している《1931年 76.5 m (Odnesbakken）、1934年 92 m (プラニツァ・ブロウトコヴァ・ヴェリカンカ）》。
後年、ビルゲルは友人のペッテル・フークステットとともにコングスベルグスキーミュージアム設立に参加、彼らの獲得したメダルなどが展示されている。
1987年、ノルウェー人の彫刻家Per Ungによってビルゲル・ルートの銅像が出身地コングスベルグに建てられ、1991年には複数のスポーツで優れた成績を上げたノルウェー人に与えられるEgebergs Ærespris（Egebergs名誉賞）を受賞している。
1994年リレハンメルオリンピックでビルゲルは聖火を点火する予定だったが、直前に心臓を患い、この役目を辞退した。
1998年没。